# 25 novembre
Il 25 novembre è il 329º giorno del calendario gregoriano (il 330º negli anni bisestili). Mancano 36 giorni alla fine dell'anno.

## Eventi
- 1034 – Muore Malcolm II di Scozia. Duncan I di Scozia, figlio della sua secondogenita, eredita il trono invece di Macbeth, figlio della sua primogenita
- 1120 – Affondamento della Nave Bianca nella Manica. William Adelin, figlio di Enrico I d'Inghilterra, affoga
- 1177 – Baldovino IV di Gerusalemme e Rinaldo di Châtillon sconfiggono Saladino nella battaglia di Montgisard
- 1332 – Il giovane Carlo IV di Lussemburgo, alla guida di un esercito di 5.000 soldati, sconfigge la coalizione di Estensi, Scaligeri e Gonzaga presso il castello di San Felice sul Panaro
- 1343 – La città di Napoli venne colpita da un terremoto e conseguente tsunami descritti nelle Epistulae Familiares V da Francesco Petrarca che era alla corte di Giovanna I di Napoli.
- 1491 – Inizia l'Assedio di Granada, ultima roccaforte moresca in Spagna.
- 1542 – Battaglia di Solway Moss: un esercito inglese invade la Scozia e sconfigge l'esercito scozzese
- 1667 – Un forte terremoto con epicentro a Shemakha, in Caucasia, provoca la morte di 80.000 persone
- 1758 – Guerra franco-indiana: forze britanniche catturano Fort Duquesne ai francesi
- 1766 – Papa Clemente XIII pubblica la lettera enciclica "Christianae Reipublicae" sulla pericolosità, per la fede e la morale, della diffusione dei libri eterodossi
- 1783 – Guerra d'indipendenza americana: le ultime truppe britanniche lasciano New York, segnatamente tre mesi dopo la firma del Trattato di Parigi
- 1863 – Guerra di secessione americana: battaglia di Missionary Ridge - A Missionary Ridge, nel Tennessee, le forze unioniste guidate dal generale Ulysses S. Grant spezzano l'Assedio di Chattanooga mettendo in fuga le truppe confederate del generale Braxton Bragg
- 1876 – Guerre indiane: in rappresaglia per la drammatica sconfitta americana nella battaglia del Little Bighorn, truppe dell'esercito statunitense saccheggiano un villaggio Cheyenne alla foce del fiume Powder
- 1905 – Il principe danese Carlo giunge in Norvegia e diviene re Haakon VII di Norvegia
- 1913 – Panama firma il Trattato di Buenos Aires sul copyright
- 1914 – Viene inaugurata la linea ferroviaria Soncino - Soresina, secondo nucleo della Ferrovia Cremona-Iseo
- 1915 – Albert Einstein annota sul suo taccuino {\displaystyle R_{\mu \nu }-{\frac {1}{2}}g_{\mu \nu }R=-8\pi GT_{\mu \nu }}: è la formula che racchiude il destino ultimo dell'universo, le famose equazioni di campo
- 1920 – A Forlì, inaugurazione del Cenacolo Artistico Forlivese
- 1936 – A Berlino, la Germania nazista e il Giappone firmano il Patto anticomintern, accordandosi per consulti su quali misure adottare per salvaguardare i loro interessi comuni in caso di attacco non provocato da parte dell'Unione Sovietica contro una delle due nazioni
- 1940 – Picchio Picchiarello (Woody Woodpecker) fa il suo esordio nel cartone animato "Knock Knock"
- 1944 – Seconda guerra mondiale: un missile V2 tedesco colpisce un grande magazzino Woolworth's a Deptford, uccidendo 160 persone
- 1947
  - Paura rossa: gli Hollywood 10 vengono messi sulla "lista nera" degli studios di Hollywood
  - La Nuova Zelanda ratifica lo Statuto di Westminster e diventa così indipendente dal controllo legislativo del Regno Unito
- 1951 – A Mobile (Alabama) Herb Thomas vince l'ultima gara del campionato NASCAR "Grand National Series" e diventa così campione della Serie.
- 1952 – L'opera teatrale di Agatha Christie Trappola per topi debutta all'Ambassadors Theatre di Londra (al 2003 è l'opera teatrale andata in scena in continuazione per il maggior numero di anni nella storia)
- 1958 – Il Sudan francese ottiene l'autonomia come membro autogovernantesi della Comunità francese
- 1960 – Le Sorelle Mirabal, attiviste politiche dominicane, vengono assassinate per ordine di Rafael Leónidas Trujillo
- 1963 – Assassinio di John F. Kennedy: John F. Kennedy viene sepolto nel Cimitero nazionale di Arlington
- 1970 – In Giappone, il famoso scrittore Yukio Mishima commette un suicidio rituale dopo aver fallito nel portare l'opinione pubblica verso il suo credo politico estremista
- 1973 – Il presidente greco Geōrgios Papadopoulos viene estromesso da un colpo di Stato militare guidato dal tenente generale Phaedon Gizikis
- 1975
  - Paracadutisti di estrema sinistra tentano senza successo un colpo di Stato in Portogallo.
  - Il Suriname ottiene l'indipendenza dai Paesi Bassi
- 1976 – Ultima esibizione pubblica del gruppo rock The Band; Martin Scorsese filma il tutto per il film L'ultimo valzer
- 1980 – Sugar Ray Leonard riconquista il titolo mondiale WBC dei pesi welter contro Roberto Durán
- 1984 – 36 dei più noti musicisti pop britannici e irlandesi si riuniscono in uno studio di Notting Hill come Band Aid per registrare la canzone Do They Know It's Christmas?, allo scopo di raccogliere denaro per alleviare la carestia in Etiopia
- 1986 – Scandalo Iran-Contras: il Procuratore generale statunitense Edwin Meese annuncia che i profitti della vendita segreta di armi all'Iran furono illegalmente dirottati ai ribelli anti-comunisti Contras del Nicaragua. Inoltre, Fawn Hall viene accusato di aver contrabbandato documenti confidenziali dall'ufficio del suo datore di lavoro, Oliver North
- 1990 – Caduta dell'elicottero dell'Agip con a bordo tredici lavoratori, tutti deceduti nello schianto del velivolo in mare, al largo della costa di Marina di Ravenna
- 1992 – L'Assemblea Federale della Cecoslovacchia vota per dividere la nazione in Repubblica Ceca e Slovacchia a partire dal 1º gennaio 1993
- 1994 – Akio Morita, fondatore della Sony, annuncia che si ritirerà dalla carica di CEO della compagnia in difficoltà
- 1999
  - Le Nazioni Unite istituiscono la Giornata internazionale per l'eliminazione della violenza contro le donne
  - Presunto tentativo di assassinio del presidente turcmeno Saparmyrat Nyýazow
- 2020 – Muore la leggenda del calcio Diego Armando Maradona

## Nati
Ci sono circa 1 040 voci su persone nate il 25 novembre; vedi la pagina Nati il 25 novembre per un elenco descrittivo o la categoria Nati il 25 novembre per un indice alfabetico.

## Morti
Ci sono circa 510 voci su persone morte il 25 novembre; vedi la pagina Morti il 25 novembre per un elenco descrittivo o la categoria Morti il 25 novembre per un indice alfabetico.

## Feste e ricorrenze

### Civili
Internazionali:
- Giornata internazionale per l'eliminazione della violenza contro le donne

Nazionali:
- Suriname - Festa dell'indipendenza (dai Paesi Bassi nel 1975)

### Religiose
Cristianesimo:
- Santa Caterina d'Alessandria, vergine e martire
- Sant'Audenzio di Milano
- Santa Basilissa, imperatrice e martire (Chiesa ortodossa)
- San Marcolo, vescovo
- San Maurino, martire ad Auch
- San Mercurio di Cesarea, martire
- San Mosè di Roma, sacerdote e martire
- San Pietro I, patriarca di Alessandria, martire con Esichio, Pacomio e Teodoro, vescovi e altri compagni
- San Pietro Yi Ho-yong, martire in Corea
- Beato Andrea de las Heras, mercedario
- Beata Beatrice d'Ornacieux, monaca certosina
- Beata Elisabetta Achler, terziaria francescana
- Beati Giacinto Serrano Lopez e Giacomo Meseguer Burillo, sacerdoti domenicani, martiri
- Beata Malcolda Pallio, monaca benedettina

Religione romana antica e moderna:
- Ludi Sarmatici, primo giorno